# Пођо деј Коли (Прато)
Пођо деј Коли је насеље у Италији у округу Прато, региону Тоскана.
Према процени из 2011. у насељу је живело 73 становника. Насеље се налази на надморској висини од 222 м.